# Poza Rica
Poza Rica, ou plus formellement Poza Rica de Hidalgo, est une ville située dans la partie de l'État de Veracruz au Mexique. Elle appartient à la municipalité de Poza Rica de Hidalgo, dont elle est le chef-lieu. Quatrième ville de l'État en termes d'importance économique, elle est proche des villes de Papantla, Coatzintla, Tihuatlán et Cazones, avec lesquelles est tend à devenir un même espace de conurbation, dont elle occupe le centre. Le secteur pétrolier, avec la compagnie Pemex, tient une grande place dans l'économie de la ville, ainsi que dans son histoire.

## Toponymie
Le nom de la ville vient du fait qu'elle a été construite en un lieu où la pêche était abondante.

## Histoire
Les premières références au site où est implantée la ville remontent à 1872, quand des indigènes totonaques lui donnèrent le nom de Poza Rica. Son développement, accompagné par son industrialisation, lui a permis le 13 novembre 1951 d'accéder au statut de ville et de venir chef-lieu de sa municipalité.

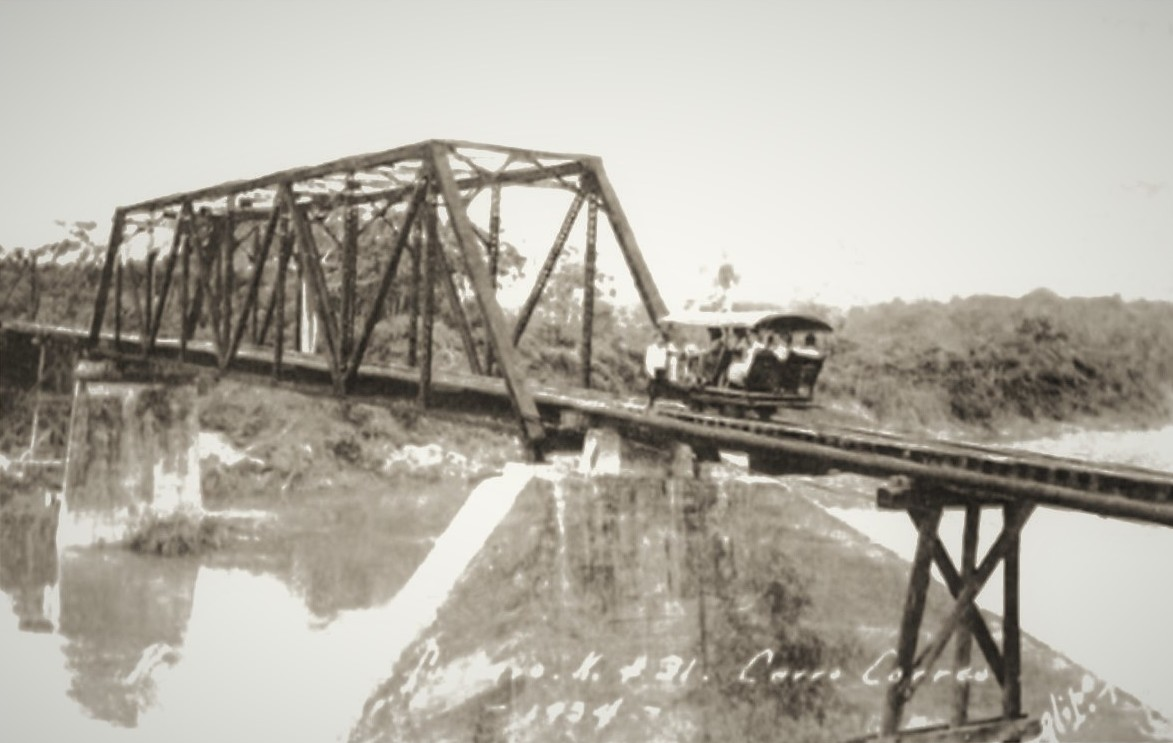
Franchissement du Rio Cazones par le Ferrocarril Corbos-Furbero en 1934

La ligne de chemin de fer "Ferrocarril Cobos-Furbero", construite pour la compagnie pétrolière Oil Fields of Mexico et inaugurée en 1908, permettait jusqu'à sa fermeture et son démantèlement progressif entre les années 30 et les années 50, de relier Poza Rica  au port de Tuxpan. Les rares vestiges de cette ligne ont pris désormais une valeur patrimoniale.
En 1928 y est foré le premier puits de pétrole. À partir des années 1940, le développement de l'extraction de pétrole est tel, contribuant alors pour 65% de la production du pays, que la ville est alors considérée comme la "capitale pétrolière" du Mexique.

## Géographie

Zonas metropolitanas de Veracruz

La ville se situe en retrait de la côte, dans le golfe du Mexique, à une altitude de 46 m. Établie sur la rive orientale du fleuve Río Cazones, elle se trouve a environ 290 km au nord-ouest de Veracruz qui est la principale ville de l'État du même nom. La chaîne de montagnes de la Sierra Madre orientale se trouve bien plus à l'ouest, dans les États de Hidalgo et de Tlaxcala.
La croissance urbaine de Poza Rica et des villes de Papantla, Coatzintla, Tihuatlán et Cazones, dont les municipalités sont limitrophes, tend à faire de cet espace une même aire de conurbation, dénommée Zona metropolitana de Poza Rica (es), regroupant une population totale de 548 859 habitants.

## Climat
Le climat de Poza Rica est chaud avec une température annuelle moyenne de 24,4 °C. Les pluies sont abondantes en été et au début de l'automne. Les précipitations s'élèvent en moyenne à 1 103 mm par an.

## Population
La ville comptait 180 057 habitants lors du recensement officiel de 2020.
2,13 % de cette population est constituée d'indigènes totonaques.

## Économie
L'économie de la ville repose essentiellement sur l'industrie pétrolière. Si à partir des années 40, l'extraction de pétrole dans les champs pétrolifères environnants était si importante que Poza Rica était surnommée "capitale pétrolière du Mexique", la production sur place a aujourd'hui considérablement diminué. De ce passé prospère, la ville conserve surtout désormais le siège de Pemex (Petróleos Mexicanos) des services "production et exploration", pour la région nord.
La compagnie Pemex y possède un terminal de distribution du gaz liquéfié, nommé "Complejo Procesador de Gas Poza Rica",.
Elle y possède aussi le Complejo Petroquimico Escolin, site qui était en reconversion en 2021, avec à l'étude une orientation vers la production d'engrais. Ce site industriel, localisé dans la partie sud de la municipalité de Poza Rica de Hidalgo, s'étend également sur la municipalité voisine de Coatzintla.

## Transports
La ville est desservie par l'aéroport national El Tajín, situé au nord dans la municipalité de Tihuatlán.

## Éducation
La ville abrite l'un des cinq campus de l'Université de Veracruz. Ce pôle universitaire est dénommé "Universidad de Oriente Poza Rica".

## Personnalités
- Sergio Basáñez, acteur, né à Poza Rica en 1970